# Bajorer
Bajorerna eller ryssbaijorerna var ett antal adelssläkter i Ingermanland som under eller i anslutning till den Stora oredan i början av 1600-talet övergick från rysk i svensk tjänst. Det rör sig främst om släkterna Aminoff, Baranoff, Butterlin, Golawitz, Kalitin, Clementeoff, Nassokin, Pereswetoff-Morath, Rosladin, Rubzoff, samt Zebotaioff (senare känd som Apolloff), men under 1600-talet räknades ytterligare några släkter ofta dit. Den dåtida termen 'bajor' kan härledas från den ryska adelstiteln bojar, som i sin tur dock inte är tillämplig på dessa släkter. Trots att alla ätterna med undantag för Rubzoff hade hört till den ryska adeln hade nämligen inga släktmedlemmar (med mycket få undantag) varit bojarer utan som regel tillhört lägre rysk tjänstemannaadel: dvorjaner och deti bojarskie. 
Bajorssläkterna hade till stor del varit verksamma i Ingermanland eller i näraliggande områden som på den tiden styrdes främst från Novgorod. Flera av bajorssläkterna var genom äktenskap förbundna med varandra och inträdde samlat i svensk tjänst strax före freden i Stolbova. Där förband sig Sverige att erkänna Michail Romanov som tsar av Ryssland. Detta kan i hög grad ha motiverat bajorsläkternas ställningstagande att övergå i svensk tjänst, eftersom flera av dem under den Stora oredan agerat för att insätta den svenske prinsen Karl Filip som rysk storfurste. Kung Gustav II Adolf garanterade också goda förhållanden för bajorssläkterna så att både politiska och ekonomiska argument fanns för att övergå i svensk tjänst.
Dåtidens Sverige var en konglomeratstat där olika delar av väldet styrdes med olika regelsystem och olika skick. Ingermanland, liksom andra Östersjöprovinser, hade till exempel inte rätt att skicka representanter till rikets ständer och allmogen hade vissa möjligheter att praktisera ortodox kristendom. Centralmakten i det svenska riket var beroende av lokal administration med kunskap om lokala förhållanden. Bajorerna utgjorde under stormaktsåren Östersjöprovinsernas lokala administrativa elit med bättre kunskap om ryska lokala sedvänjor, religion och språk. Detta är sannolikt anledningen till att bajorsläkterna främst erhöll förläningar i de delar av Ingermanland där ryskan hade en stark ställning, medan de dominerande språken i provinsen i stort vid början av den svenska tiden var votiska och ingriska. Mot slutet av 1600-talet hade bajorssläkterna integrerats i det svenska adelsståndet och i många fall introducerats på det svenska riddarhuset. De hade då redan övertalats att övergå till den lutherska tron, vilket kan antas ha gjort klyftan mellan dem och den ryskspråkiga allmogen i Ingermanland än större. 
Efter freden i Nystad 1721 då Ingermanland avträddes till Ryssland flyttade bajorssläkterna till Sverige och fick nya förläningar i riket. Ätten Aminoff fortlever i dag i Finland och i Sverige, liksom ätten Pereswetoff-Morath i Sverige genom adoption av en linje på spinnsidan. Även ätterna Kalitin och Nassokin kan leva kvar utanför Sverige. De övriga ätterna har i dag utslocknat på svärdssidan.